# Днепровское сельское поселение (Краснодарский край)
Днепровское сельское поселение — муниципальное образование в Тимашёвском районе Краснодарского края России.
В рамках административно-территориального устройства Краснодарского края ему соответствует Днепровский сельский округ.
Административный центр — станица Днепровская.

## Население
| 2010  | 2012  | 2013  | 2014  | 2015  | 2016  | 2017  |
| ----- | ----- | ----- | ----- | ----- | ----- | ----- |
| 5845  | ↗6005 | ↗6191 | ↗6399 | ↗6528 | ↗6610 | ↘6580 |
| 2018  | 2019  | 2020  | 2021  | 2023  |       |       |
| ↘6539 | ↘6478 | ↘6460 | ↘5771 | ↘5719 |       |       |

## Населённые пункты
В состав сельского поселения (сельского округа) входят 7 населённых пунктов:
| № | Населённый пункт | Тип населённого пункта | Население (чел.) |
| - | ---------------- | ---------------------- | ---------------- |
| 1 | Днепровская      | станица                | ↘3103            |
| 2 | Димитрова        | хутор                  | ↗407             |
| 3 | Калинина         | хутор                  | ↘392             |
| 4 | Карла Маркса     | хутор                  | ↘96              |
| 5 | Крупской         | хутор                  | ↘199             |
| 6 | Ленина           | хутор                  | ↗566             |
| 7 | Ольховский       | хутор                  | ↗1020            |